# Christen Ostenfeld
Christen Ostenfeld (Frederiksberg, 27 de noviembre de 1900  – Hellerup, 19 de febrero de 1976) fue un ingeniero danés, hijo del profesor Asger Ostenfeld. Su experiencia, al igual que su padre, residía en estructuras de hormigón armado y estática de edificios; es decir. la doctrina de cómo se mantiene en equilibrio una estructura portante. En 1930 fundó la consultora de ingeniería COWI, reconocida internacionalmente, que en 1946 admitió a Wriborg Jønson como socio.

## Educación
Christen Ostenfeld se graduó del Gymnasium de Frederiksberg en 1918 y pronto siguió los pasos de su padre, comenzando sus estudios de ingeniería en el Polyteknisk Læreanstalt en 1919. Poco después de su graduación, se trasladó al extranjero para perfeccionar aún más sus habilidades. Residió entre 1924 y 1925 en oficinas de diseño en Suiza, entre 1925 y 1926 en el Eidgenössische Technische Hochschule Zürich y en las filiales francesas de Christiani & Nielsen en París y Cherbourg de 1926 a 1929. En 1924 se graduó como Maestría en Ciencias en Ingeniería.

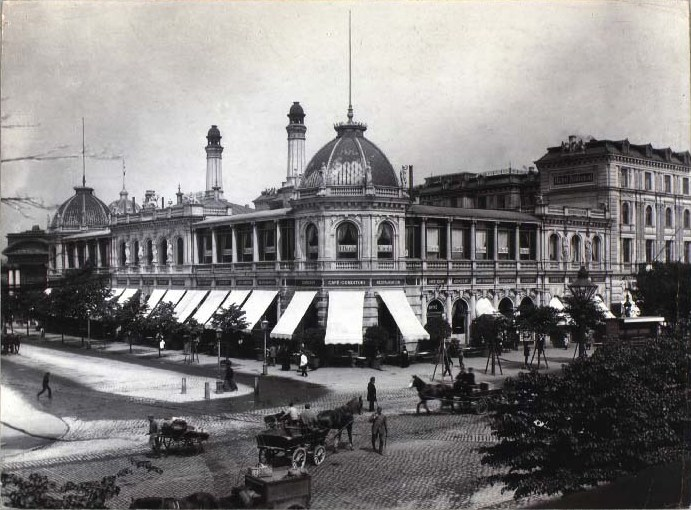
El edificio de la National Scala antes de la renovación (ca. 1900)

## Primeros trabajos
En 1930, Ostenfeld obtuvo el grado de doctor en el Universidad Técnica de Dinamarca y fue contratado en el mismo lugar como asistente en el laboratorio de su padre, especializado en estática de edificios y construcciones de hierro. Ese mismo año, Christen Ostenfeld, quien deseaba trabajar en la práctica de la ingeniería, estableció una modesta oficina de diseño en Vesterbrogade 62, Copenhague. Su primer proyecto fue el Puente Audebo. El segundo desafío de la oficina fue la remodelación del deteriorado National Scala, que debía llevarse a cabo rápidamente para no afectar el negocio del establecimiento. Ostenfeld decidió usar estructuras de acero prefabricadas para la construcción, lo que permitió construir con muy poco andamiaje y mantener un ritmo rápido en el proceso de construcción, incluso en invierno. Después de un período de construcción de solo un año y diez días, el nuevo National Scala fue inaugurado con éxito. En 1934 dejó de ser asistente en la escuela superior para centrarse en su trabajo práctico.

## Miembro de la resistencia
Durante la Ocupación, hubo pocas tareas. En su lugar, Ostenfeld, quien formaba parte de la dirección principal del movimiento de resistencia Frit Danmark (1943-47) y era activo en la prensa ilegal, asumió el cargo de tesorero del Consejo de la Libertad. El dinero estaba escondido en su césped.

Sede central de COWI

## Jønson se une a COWI
En 1946, Wriborg Jønson se convirtió en socio de la empresa, que ahora se llamaba "Chr. Ostenfeld & W. Jønson, Ingenieros Consultores". La firma mostró rápidamente resultados impresionantes y se convirtió en la empresa consultora internacional que hoy conocemos como COWI. A través de su talento para la innovación, dejó su huella en la infraestructura de Dinamarca, destacándose la nueva Puente del Pequeño Belt. Ostenfeld se jubiló en 1972.
COWI abrió oficinas en París en 1956 y, posteriormente, en Ghana, Nigeria, Kenia y Tanzania en 1959 y años posteriores.

## Cargos de confianza
Ostenfeld fue miembro de la junta directiva de la Asociación Técnica de Dinamarca de 1943 a 1949 y de la Sociedad Danesa de Estática de Edificios de 1955 a 1958, siendo presidente de 1968 a 1971; presidente del comité de hormigón pretensado de la Asociación de Ingenieros Daneses de 1955 a 1963; vicepresidente de la Asociación Internacional de Hormigón Pretensado de 1956 a 1969, miembro honorario vitalicio en 1970, miembro de la American Society of Civil Engineers en 1950, Miembro Vitalicio en 1972 y miembro de la Academia de Ciencias Técnicas en 1950. Fue Comandante de la Orden de Dannebrog.

## Familia
Ostenfeld se casó el 4 de diciembre de 1944 en la Iglesia de Solbjerg en Frederiksberg con Karen Marie Hulda Høncke (25 de agosto de 1906 en Zúrich, Suiza - 21 de junio de 1986), hija del jefe de oficina, cand.jur. y polyt. Hugo Høncke y su esposa Johanne Marie née Hempel.
Ostenfeld está enterrado en el cementerio de Hellerup, al igual que su esposa.

## Obras
- 1932: Bundundersøgelser i Limfjorden ved Aggersund (Investigaciones del fondo en el Limfjord cerca de Aggersund)
- 1932: Halbyggerier med stållameller (Construcción de almacenes con lamas de acero)
- 1932: Præfabrikerede betonpæle (Pilotes prefabricados de concreto)
- 1933: Amtsbroer og midlertidig Knippelsbro (Puentes del condado y puente temporal Knippelsbro)
- 1935: Den danske pavillon til Verdensudstillingen i Bruxelles (El pabellón danés para la Exposición Universal en Bruselas)
- 1937: KB Hallen, Peter Bangs Vej, Frederiksberg (KB Hallen, Peter Bangs Vej, Frederiksberg)
- 1937: Gymnastikhøjskolen i Ollerup (Escuela Superior de Gimnasia en Ollerup)
- 1938: Projektering af Aggersundbroen (Diseño del Puente de Aggersund)
- 1938: Tarpehagebroen over Varde Å (Puente Tarpehage sobre el río Varde)
- 1938-41: Tandlægeskolen, Universitetsparken, København (Escuela de Odontología, Parque Universitario, Copenhague)
- 1939: Svømmehal for Statens Gymnastikinstitut (Piscina para el Instituto Estatal de Gimnasia)
- 1940: Tunnel for sporudfletning ved Langenæs (Túnel para encrucijada ferroviaria en Langenæs)
- 1940: Viadukt i Give (Viaducto en Give)
- 1941-44: Forundersøgelser og projektering af bro fra Esbjerg til Fanø, svømmebade, sportshaller og idrætshøjskoler i Sønderborg og Vejle, cykelbaner i Odense og Esbjerg, omfartsveje samt spildevandsrensningsanlæg (Investigaciones preliminares y diseño del puente de Esbjerg a Fanø, piscinas, pabellones deportivos y escuelas de educación física en Sønderborg y Vejle, pistas de ciclismo en Odense y Esbjerg, carreteras de circunvalación y plantas de tratamiento de aguas residuales)
- 1945: Reparation af KB Hallen efter Schalburgtage (Reparación del KB Hallen tras los sabotajes)
- 1946: Stade Pierre-de-Coupertin i Paris (Estadio Pierre-de-Coupertin en París)
- 1949: Forspændt betonopgaver i Finland (Proyectos de concreto pretensado en Finlandia)
- 1950: Kabelforspændte siloer i glideform (Silos pretensados con cables en encofrado deslizante)
- 1950: Odense friluftsbad (Piscina al aire libre en Odense)
- 1951: Højbro i Fredrikstad, Norge, over Glomma (Puente alto en Fredrikstad, Noruega, sobre el río Glomma)
- 1951: Egernsund- og Virksundbroerne (Puentes de Egernsund y Virksund)
- 1952: Tunnel under Bizerte i Tunesien (Túnel bajo Bizerta en Túnez)
- 1952: Amtssygehuset i Glostrup (Hospital del condado en Glostrup)
- 1952: Sporvognsremiser i flere etager i Sverige (Cocheras de tranvías en varios niveles en Suecia)
- 1952: Det hvide vandtårn i Haderslev (La torre de agua blanca en Haderslev)
- 1953: Verdens første storrumssiloer til 17.000 ton sukker i Odense (Las primeras silos de gran capacidad del mundo para 17,000 toneladas de azúcar en Odense)
- 1953: Drikkevandsbeholdere på 60.000 m3 i Californien (Depósitos de agua potable de 60,000 m3 en California)
- 1954: Påny eksport af forspændt beton til Frankrig (Nueva exportación de concreto pretensado a Francia)
- 1954: Nye brotyper til Danmarks første motorvej København-Helsingør (Nuevos tipos de puentes para la primera autopista de Dinamarca, Copenhague-Helsingør)
- 1954: Københavns havnefront (Frente portuario de Copenhague)
- 1955: Tribunen i Esbjerg Idrætspark (Tribuna en el parque deportivo de Esbjerg)
- 1955: Jernbanetunnel under syvetagers hus i Sverige (Túnel ferroviario bajo un edificio de siete pisos en Suecia)
- 1955: Frognerbadet i Oslo (Frognerbadet en Oslo)
- 1955: Rammebro med 50 meters spænd ved Stockholm (Puente de marco con un tramo de 50 metros cerca de Estocolmo)
- 1956: Sukkersiloer i Frankrig og Sverige (Silos de azúcar en Francia y Suecia)
- 1956-57: Byg- og maltsilo (Carlsberg-siloen) til Kongens Bryghus, Vesterbro, København (Silo de cebada y malta (silo de Carlsberg) para la Cervecería del Rey, Vesterbro, Copenhague (1956-57, luego convertida en apartamentos))
- 1957: Kontorhus til De Danske Sukkerfabrikker, Christianshavn (Edificio de oficinas para las Fábricas de Azúcar Danesas, Christianshavn)
- 1957: Lagre til Tuborg (Almacenes para Tuborg)
- 1957: Otte olietanke til Ægypten (Ocho tanques de petróleo para Egipto)
- 1958: Roskilde svømmehal med drikkevandsbeholder og restaurant ovenpå (Piscina de Roskilde con depósito de agua potable y restaurante encima)
- 1959: Friluftsbade i Gladsaxe, Bellahøj, Vestbadet (Piscinas al aire libre en Gladsaxe, Bellahøj, Vestbadet)
- 1959: Sportshaller i Bellahøj, Roskilde, Vejle, Hørsholm og Sønderborg (Pabellones deportivos en Bellahøj, Roskilde, Vejle, Hørsholm y Sønderborg)
- 1960: Siloer i mange lande (Silos en muchos países)
- 1960: To hængebroer i Finland, Sääksmäki bro og Kirjalansalmi bro (Dos puentes colgantes en Finlandia, Puente Sääksmäki y Puente Kirjalansalmi)
- 1960: Skitseprojekt til ny Lillebæltsbro (Proyecto preliminar para el nuevo Puente del Pequeño Belt)
- 1961: Vejprojektering i Ghana (Diseño de carreteras en Ghana)
- 1961: Sukkersiloer i Italien (Silos de azúcar en Italia)
- 1961: Boligbyggeri i Grønland (Construcción de viviendas en Groenlandia)
- 1961: Fire sukkersiloer i Sovjetunionen (Cuatro silos de azúcar en la Unión Soviética)
- 1962: Afløbssystemer i fem byer i Irak (Sistemas de alcantarillado en cinco ciudades de Irak)
- 1962: Motorvejsbroer i Danmark (Puentes de autopista en Dinamarca)
- 1962: Småbroer ved Lake Volta i Ghana (Pequeños puentes cerca del Lago Volta en Ghana)
- 1962: Bevægelig bro i Køge Havn (Puente móvil en el puerto de Køge)
- 1962-70: Projektering af den ny Lillebæltsbro (Diseño del nuevo Puente del Pequeño Belt)
- 1963: Dæmning med sluse og klapbro over Virksund (Dique con esclusa y puente levadizo sobre Virksund)
- 1963: Dæmning ved Thorshavn (Dique en Thorshavn)
- 1963: Zoologisk Centralinstitut i København (Instituto Central Zoológico en Copenhague)
- 1963: Luksushotel i Nigeria (Hotel de lujo en Nigeria)
- 1963: Veje i Ghana (Carreteras en Ghana)
- 1963: Kemiske anlæg i Grenå og Fredericia (Plantas químicas en Grenå y Fredericia)
- 1963: Sukkersiloer i Nakskov, Stege, Maribo, Reims i Frankrig og Forlimpopolo i Italien (Silos de azúcar en Nakskov, Stege, Maribo, Reims en Francia y Forlimpopolo en Italia)
- 1964: Isterødvejen, Aalborg bymotorvej (Carretera Isterød, autopista urbana de Aalborg)
- 1964: Broer på Randers omfartsvej (Puentes en la circunvalación de Randers)
- 1965: Trafikanalyser i Nigeria (Análisis de tráfico en Nigeria)
- 1965: Trafikbroer og kanalbroer i Nigeria (Puentes de tráfico y puentes de canales en Nigeria)
- 1966: Hængebroer i Finland (Puentes colgantes en Finlandia)
- 1967: Flådestation på Grønland (Base naval en Groenlandia)
- 1968: Maskinfabrik i Iran (Fábrica de maquinaria en Irán)
- 1970: Produktionsudstyr til fabrikker i Brasilien (Equipos de producción para fábricas en Brasil)
- 1971: Veje og afløb i Iran (Carreteras y alcantarillado en Irán)
- 1974: Finskobroerne (Puentes de Finsko)